# Jambu (Tebingtinggi)
Jambu is een bestuurslaag in het regentschap Serdang Bedagai van de provincie Noord-Sumatra, Indonesië. Jambu telt 1005 inwoners (volkstelling 2010).